# Sant Feliu de Guíxols
Sant Feliu de Guíxols (in castigliano San Felíu de Guixols) è un paese sulla Costa Brava, la più orientale delle coste mediterranee della Spagna; si trova nella provincia di Girona, in Catalogna.
È un porto commerciale e un notevole centro climatico e balneare, contornato da boschi di pini, lecci e querce da sughero a 35 km da Gerona, 97 km dalla frontiera francese e 110 km da Barcellona.
Appartiene alla comarca del Baix Empordà; la costa del territorio municipale è un susseguirsi di piccole baie, di rocce scoscese e di spiagge di sabbia fine, ed è l'ideale per chi voglia praticare qualsiasi tipo di sport sull'acqua. Il turismo rappresenta infatti la maggiore fonte di risorse della sua economia, che si basa sui servizi e il commercio e in piccola parte sull'industria del sughero, nel passato prevalente attività della zona, e sugli arsenali navali.

## Storia
Il primo insediamento umano stabile nel territorio municipale si fa risalire al IV secolo a.C. Si trattò di tribù iberiche che furono in seguito sconfitte dai Romani, che si insediarono nella zona finché non vennero sostituiti dai Visigoti e la zona si cristianizzò, tanto che nel X secolo fu fondato a Sant Feliu un monastero benedettino che divenne signore del luogo. Tale signoria durò fino al 1835 quando vennero aboliti 
i privilegi feudali.
Durante il XIX secolo la tradizionale industria del sughero si incrementò ma si ebbe anche una cospicua emigrazione di guixolensi in America. Nella seconda metà del secolo l'avvio del turismo di soggiorno marino fece sì che si avesse un incremento dell'edilizia secondo un elaborato piano urbanistico, che diede posto anche a larghi spazi e viali per il noto Passeig e la Nueva Rambla. Nel secolo scorso la nascita del turismo di massa ha indirizzato verso la Costa Brava l'attenzione internazionale, e determinato forti afflussi di turisti attirati dalla bellezza dei luoghi e, inizialmente, anche dai costi più favorevoli rispetto ad altre località marine. Il turismo ha determinato un deciso cambiamento della vita sociale, per lunghi secoli condizionata dall'essere retta da un regime monacale.
Con l'ingresso della Spagna nella Comunità Europea e con il miglioramento della sua economia questa differenza si è quasi azzerata completamente, ma il turismo balneare e climatico nella zona è ancora su alti livelli.

## Monumenti e luoghi d'interesse
I monumenti di maggior interesse sono: il Monasterio dels Monjes Benedictuos del 1723, su un roccione alto sulla città il Mirador de l'Ermita de Sant Elm, la chiesa è stata costruita nel 1425 su un antico castello di difesa; dal mirador si gode di un ampio panorama sulla Costa Brava, il Museu Arqueologic municipal, la Porta Ferrada ad archi moreschi con galleria superiore romanica dei secoli X-XII. L'edificio, di cui non si conosce la funzione, forse abitazione di un abate o di un governatore, serve da facciata e da atrio alla parrocchiale romanica di Sant Feliu del XIV secolo. Altri monumenti sono l'Antico Fortino del XVI secolo, il Casino del Nois del 1889 e, dei secoli XIX e XX, le case signorili Sibils, Pubot, Paxot e Vidal. Infine la Piedra Basculante di Pedralta che segna il confine fra Sant Feliu e gli altri municipi della valle di Aro.

## Dintorni
Sant Feliu è al centro di una zona di località balneari, quasi unite ad essa sono l'elegante S' Agaró, la Platja de Aro, lunghissima spiaggia dotata di moderni impianti alberghieri, Sant Antoni de Calonge grande e tranquilla spiaggia con un castello medievale. A 12 km Palamós. A 21 km Tossa de Mar, cittadina medievale attorno alla quale si è sviluppato un moderno centro turistico.

## Feste
Per assicurarsi la presenza di turisti anche nei periodi non estivi il Municipio organizza nel corso di tutto l'anno manifestazioni ludiche e culturali di diverso tipo.
Oltre alle feste tradizionali di tutte le città spagnole si possono ricordare il Carnaval organizzato con la vicina Platja de Aro, considerato uno dei carnevali più vivaci e prestigiosi della Catalogna, e, durante l'estate, il Festival Internacional de Porta Ferrada con teatro, musica e danza.
La tradizionale Festa Mayor si svolge alla metà di agosto.

## Amministrazione

### Gemellaggi
- Verbania, dal 1994[1]
- Schwaz
- Bourg-de-Péage, dal 1967
- Mindelheim, dal 1994
- East Grinstead